# Троїцька церква (Старе місто)
Троїцька це́рква — православний парафіяльний храм у Києві, у Старому місті, збудований у 1731—1732 роках на місці старішої церкви та розібраний через занепалість 1858 року. Знаходилася на території нинішнього скверу перед готелем Hyatt Regency Kyiv поруч із сучасною вулицею Алли Тарасової (колишня назва — Троїцький провулок). На заміну старої церкви у Либідській частині Києва у 1859 році спорудили нову Троїцьку церкву, знесену у 1962 році.

## Історія
Перша церква на цьому місці була зведена при заселенні міщанами території Старого Міста після 1645 року, за деякими даними — між 1645 і 1651 роками, адже одна з фортифікаційних споруд в тій місцевості — Поперечний вал, зведений у 1673 році — клином огинав церкву. Перша писемна згадка про церкву міститься у заповіті митрополита Гедеона Четвертинського від 21 (31) березня 1690 року. У 1695 році патріарх всеросійський Адріан пожертвував Троїцькій церкві Євангеліє, а 1699 року до храму перенесли з надбрамної церкви Золотих воріт ікону Божої Матері. Також відомо, що 1703 року згідно з імператорською грамотою від 11 (22) лютого провіантмейстер Києва виділив церкві грошове та хлібне напівокладне дарування.
Це була дерев'яна невелика споруда, ймовірно, з мурованою вівтарною частиною. Як занепалу її 1731 року розібрали, щоб на цьому місці збудувати нову. Ініціатором і фундатором будівництва виступив Київський гарнізонний полк на чолі з полковником Роде. Нову церкву освятили 17 грудня 1732 року. До 1764 року Троїцька церква була полковою, церковні старости обиралися з полкових офіцерів. Через відсутність своєї парафії церква не мала стабільного доходу, а найбільші пожертви начинням і грошима робили військовики Київського полку та чиновники, тому Синод призначив Троїцькій церкві ругу — регулярну матеріальну допомогу на утримання причту.
Після переведення Київського полку на нову дислокацію на Печерську, Троїцька церква стала парафіяльною, проте продовжувала отримувати ругу, адже її парафію склали мешканці близько сорока будинків у Верхньому місті, на Козиному болоті (околиці майбутнього Хрещатика), вулиць Софійської та Театральної. Причт церкви складався зі священника, дячка, паламаря та проскурниці. Навколо церкви існував невеликий цвинтар.
19 листопада (1 грудня) 1858 року стару Троїцьку церкву через старість, а також через початок спорудження поруч будівлі Присутственних місць розібрали, натомість у 1859 році збудували нову на Новій Забудові, до якої перенесли все начиння та реліквії Троїцької церкви.

## Опис
За свідченням історика Миколи Закревського Троїцька церква була невеликою (близько 5 сажнів завширшки, близько 10 сажнів завдовжки), дерев'яною, однобанною, з вельми бідним зовнішнім декоруванням. Натомість сучасний дослідник Кирило Третяк стверджує, що храм був тридільний, увінчаний двома грушоподібними банями над основним об'ємом і бабинцем та меншою, але подібною за формою, банею над вівтарною частиною.
Іконостас церкви був виготовлений у 1760 році за проєктом російського архітектора Івана Мічуріна, який в ті часи керував спорудженням Андріївської церкви. У 1753 році на погості Троїцької церкви, коло вівтарної стіни поховали померлу дружину Мічуріна (за деякими джерелами — матір).
Близько 1841 року в церкві облаштували теплий бічний вівтар.

### Реліквії
Головною святинею церкви була ікона Божої Матері, перенесена 20 (30) жовтня 1699 року з Золотих воріт. Більшість істориків помилково описують цю ікону як образ Казанської Божої Матері, проте за свідченням Закревського, з точки зору іконографії зображення Богородиці на іконі Троїцької церкви було зовсім іншим. Висота ікони становила 69 см, ширина — близько 53 см, зберігалася вона в особливому кіоті у правій частині храму.
Ще однією реліквією Троїцької церкви було Євангеліє, надруковане у Москві у 1677 році та подароване церкві 1695 року патріархом Адріаном. Обкладинка Євангелія була виготовлена з малинового оксамиту та прикрашена срібними пластинками із зображеннями євангелістів, розп'яття, Святої Трійці та рослинного орнаменту. Також у церкві зберігалися срібне розп'яття та синодик із тридцятьма гравюрами на релігійну тему.

## Відомі священники
- близько 1781 року — Василь Стоцький, настоятель[5]
- 1843—1848 роки — о. Петро Задерацький, настоятель[16]
- близько 1858 року — Євфимій Ботвиновський[12]